# ヴィヴァ・ラス・ヴェンジャンス
『ヴィヴァ・ラス・ヴェンジャンス』（Viva Las Vengeance）は、アメリカ合衆国のポップ・ロック・バンドであるパニック!アット・ザ・ディスコの7作目のスタジオ・アルバム。2022年8月19日にフュエルド・バイ・ラーメンおよびDCD2レコードから発売された。前作『プレイ・フォー・ザ・ウィキッド』以来約4年ぶりのスタジオ・アルバムで、表題曲で先行シングルの「ヴィヴァ・ラス・ヴェンジャンス」を含む全12曲を収録。『ビルボード』誌のTop Alternative Albumsで最高位2位、全英アルバムチャートでは最高位5位を記録。
パニック!アット・ザ・ディスコは2023年3月10日に開催されたマンチェスター公演をもって解散したため、本作が解散前に発売された最後のスタジオ・アルバムとなった。

## 背景・制作
2019年5月、『ビルボード』誌の取材に応じたブレンドン・ユーリーは「もう少し休みを取ろうと思っていたら、もう曲作りを始めちゃってね。何も計画はなくて、ただいろんなアイデアに取り組んでいるんだ。もう抑えられないから次のパニック!のレコードが出るのもそう遠くない話だよ」と語った。
2022年5月、パニック!アット・ザ・ディスコが「shutupandgotobed.com」というウェブサイトを通じて6月1日に新作についての発表があることをほのめかした。6月1日、8月19日にフュエルド・バイ・ラーメンおよびDCD2レコードからアルバム『ヴィヴァ・ラス・ヴェンジャンス』を発売することが発表された。
アルバムは、ブレンドン・ユーリーの10年以上に及ぶシンガーソングライターとしてのキャリアやラスベガスでの生い立ち、若さを使って、今を生きて、燃え尽きてしまった紙一重の差が描かれた作品となっている。ユーリーは17年前の自分、そして昔持ち合わせていなかった寛容な心を今持つ自分を振り返る作品だ。作曲のプロセスで自然とアルバムを作る流れとなったんだと語っている。
アルバムのレコーディングは、ユーリーの友人でプロデューサーのジェイク・シンクレアやマイク・ヴァイオラとの共同作業というかたちでロサンゼルスで行なわれた。レコーディングに際して、作品に「レトロな雰囲気」を取り入れることを目的に8トラックのテープレコーダーが使用された。

## 構成
アルバム『ヴィヴァ・ラス・ヴェンジャンス』のジャンルは、ポップ・ロック、ロックンロール、グラムロック、パワー・ポップ、ソフトロックに分類される。アルバムでは、このほかにニュー・ウェイヴ、パンク、バロック・ポップの要素を融合している。『バラエティ』誌のタニア・ガルシアは、一部の楽曲にブッチ・ウォーカーが参加したことについて触れたうえで「ギターを目立たせ、過去何十年、とくに1970年代のアリーナ・ロックに敬意を払ったサウンド」を加えたと述べている。
同じく『バラエティ』誌のクリス・ウィルマンは、アルバムにおけるポリス、シン・リジィ、ビートルズなどの1960年代後半から1980年代前半のバンドからの影響について言及している。ウィルマンはクイーンとの類似点にも触れていて、Music Feedsのティアナ・スペーターもクイーンからの影響について言及し「うっとりするような芝居がかりやファルセット、きらめくギターワークと好機を捉えたハーモニー」という特徴を挙げた。本作のクイーンからの影響の例として、しばしば「スター・スパングルド・バンガー」と「ゴッド・キルド・ロック・アンド・ロール」の2曲が挙げられている。

## リリース
アルバム発売に関するプレスリリースが発表された2022年6月1日、表題曲である「ヴィヴァ・ラス・ヴェンジャンス」がシングルとして発売された。同曲は『ビルボード』誌のHot Alternative Songsで最高位11位を記録し、チェコやニュージーランドのシングルチャートでは最高位2位を記録した。その後7月20日には第2弾シングルとして「ミドル・オブ・ア・ブレイクアップ」、8月5日には第3弾シングルとして「ローカル・ゴッド」、8月16日には第4弾シングルとして「ドント・レット・ザ・ライト・ゴー・アウト」が発売された。
アルバム『ヴィヴァ・ラス・ヴェンジャンス』は、2019年8月19日に発売された。同日、「サッド・クラウン」のミュージック・ビデオが公開され、8月23日に「シュガー・ソウカー」のミュージック・ビデオが公開された。

## 評価
| 専門評論家によるレビュー | 専門評論家によるレビュー |
| 総スコア                 | 総スコア                 |
| 出典                     | 評価                     |
| ------------------------ | ------------------------ |
| AnyDecentMusic?          | 6.9/10                   |
| Metacritic               | 82/100                   |
| レビュー・スコア         |                          |
| 出典                     | 評価                     |
| AllMusic                 | [ 30 ]                   |
| Clash                    | 5/10                     |
| Evening Standard         | [ 31 ]                   |
| Hot Press                | 7/10                     |
| Kerrang!                 | 4/5                      |
| NME                      | [ 14 ]                   |
| The Telegraph            | [ 34 ]                   |

アルバム『ヴィヴァ・ラス・ヴェンジャンス』について、AnyDecentMusic?は10点満点中6.9点をつけ、Metacriticは7件の評論家によるレビューを基に100点満点中の82点をつけた。オールミュージックのマット・カラーは「ロックンロールへのラブレターであり、同時に彼らの最もスリリングで楽しいレコードの1つであるという明白なことを提示する」作品と見なした。『イブニング・スタンダード』紙のデヴィッド・スミスは、本作を「クラシック・ロックのお祭り騒ぎ」と称し、収録曲中のギターソロをブライアン・メイになぞらえた。『激ロック』の菅谷透は、生バンドのライヴ・レコーディングを軸としたゴージャスなロック・アルバムと称し、Brendon Urie（Vo）が敬愛する70〜80年代のクラシック・ロックへのオマージュが随所に織り込まれつつ、P!ATDらしいひと筋縄ではいかないユニークな曲展開、そして重層的なコーラスを従え、自らの人生に基づいたストーリーを歌い上げるBrendonの唯一無二なヴォーカルが、単なる懐古ではないエンターテイメント作品であることを示していると評した。
『ホット・プレス』誌のエドウィン・マクフィーは、本作を「ロックの黄金時代に対するラブレター」と見なした。『NME』誌のアリ・シャトラーは、レコーディングにテープレコーダーが使用されたことに触れ、「全体を通してSpotifyではなくジュークボックス向きだが（中略）パニック!はニュー・ウェイヴ、ロックンロール、パンクの世界を堂々と歩いている」と評した。『テレグラフ』のニール・マコーミックは、「オリジナリティーがユーリーの強みではなかったとしても、真珠のように白いスターとしての力と一瞬で伝わるショーマンシップがそれをうまく補っている」と評した。

## 収録曲

### CD
| #         | タイトル                                                                 | 作詞・作曲 | 時間  |
| --------- | ------------------------------------------------------------------------ | --- | ----- |
| 1.        | 「ヴィヴァ・ラス・ヴェンジャンス」(Viva Las Vengeance)                   | ブレンドン・ユーリー ジェイク・シンクレア マイク・ヴァイオラ                                                                    | 3:28  |
| 2.        | 「ミドル・オブ・ア・ブレイクアップ」(Middle of a Breakup)                | ブレンドン・ユーリー ジェイク・シンクレア マイク・ヴァイオラ                                                                    | 3:21  |
| 3.        | 「ドント・レット・ザ・ライト・ゴー・アウト」(Don't Let the Light Go Out) | ブレンドン・ユーリー ジェイク・シンクレア ブッチ・ウォーカー マイク・ヴァイオラ                                                 | 3:50  |
| 4.        | 「ローカル・ゴッド」(Local God)                                          | ブレンドン・ユーリー ジェイク・シンクレア マイク・ヴァイオラ                                                                    | 3:01  |
| 5.        | 「スター・スパングルド・バンガー」(Star Spangled Banger)                 | ブレンドン・ユーリー ジェイク・シンクレア マイク・ヴァイオラ                                                                    | 3:10  |
| 6.        | 「ゴッド・キルド・ロック・アンド・ロール」(God Killed Rock and Roll)     | ブレンドン・ユーリー ジェイク・シンクレア マイク・ヴァイオラ モーガン・キビー ラス・バラード                                    | 4:18  |
| 7.        | 「セイ・イット・ラウダー」(Say It Louder)                                | ブレンドン・ユーリー ジェイク・シンクレア ブッチ・ウォーカー マイク・ヴァイオラ                                                 | 3:31  |
| 8.        | 「シュガー・ソウカー」(Sugar Soaker)                                     | ブレンドン・ユーリー ジェイク・シンクレア マイク・ヴァイオラ モーガン・キビー                                                   | 3:12  |
| 9.        | 「サムシング・アバウト・マギー」(Something About Maggie)                 | ブレンドン・ユーリー ジェイク・シンクレア マイク・ヴァイオラ                                                                    | 3:21  |
| 10.       | 「サッド・クラウン」(Sad Clown)                                          | ブレンドン・ユーリー ジェイク・シンクレア マイク・ヴァイオラ モーガン・キビー クリステン・アンダーソン＝ロペス ロバート・ロペス | 3:47  |
| 11.       | 「オール・バイ・ユアセルフ」(All by Yourself)                            | ブレンドン・ユーリー ジェイク・シンクレア マイク・ヴァイオラ エリック・カルメン                                                 | 4:19  |
| 12.       | 「ドゥー・イット・トゥ・デス」(Do It To Death)                           | ブレンドン・ユーリー ジェイク・シンクレア ブッチ・ウォーカー マイク・ヴァイオラ                                                 | 4:36  |
| 合計時間: | 合計時間:                                                                | 合計時間: | 43:54 |

### LP
A面
1. ヴィヴァ・ラス・ヴェンジャンス
2. ミドル・オブ・ア・ブレイクアップ
3. ドント・レット・ザ・ライト・ゴー・アウト
4. ローカル・ゴッド
5. スター・スパングルド・バンガー
6. ゴッド・キルド・ロック・アンド・ロール

B面
1. セイ・イット・ラウダー
2. シュガー・ソッカー
3. サムシング・アバウト・マギー
4. サッド・クラウン
5. オール・バイ・ユアセルフ
6. ドゥー・イット・トゥ・デス

## クレジット
※出典（特記を除く）
ミュージシャン
- ブレンドン・ユーリー – ボーカル、バックグラウンド・ボーカル、ドラム、ピアノ、ハモンドオルガン、ハープシコード、シンセサイザー、ギター
- マイク・ヴァイオラ – バックグラウンド・ボーカル、ギター、ハモンドオルガン、ハープシコード、シンセサイザー
- ジェイク・シンクレア – バックグラウンド・ボーカル、ベース、ギター、ピアノ、ハモンドオルガン、シンセサイザー
- ブッチ・ウォーカー – ピアノ（M3）、ギター（M3, 7, 12）、バックグラウンド・ボーカル（M3, 5）
- レイチェル・ホワイト – バックグラウンド・ボーカル（M5 - 7）

技術面
- ジェイク・シンクレア – プロデュース
- ブレンドン・ユーリー – プロデュース
- マイク・ヴァイオラ – プロデュース
- クラウディウス・ミッテンドーファー – レコーディング・エンジニア、ミキシング（M3以外）
- レイチェル・ホワイト – レコーディング・エンジニア
- ルーブル・カプール – アシスタント
- ジョニー・モーガン – アシスタント
- ジョン・シンクレア – ミキシング（M3）
- バーニー・グランドマン – マスタリング
- ダン・パウロヴィッチ – ドラム・テクニシャン
- ロブ・メイセス – オーケストラアレンジ

## チャート成績
| チャート (2022年)                            | 最高位 |
| -------------------------------------------- | ------ |
| オーストラリア (ARIA)                        | 10     |
| オーストリア (Ö3 Austria)                    | 46     |
| ベルギー (Ultratop Flanders)                 | 20     |
| ベルギー (Ultratop Wallonia)                 | 70     |
| カナダ (Billboard)                           | 70     |
| フランス (SNEP)                              | 156    |
| ドイツ (Offizielle Top 100)                  | 18     |
| ハンガリー (MAHASZ)                          | 35     |
| 日本 (オリコン)                              | 80     |
| Japan Hot Albums (Billboard JAPAN)           | 64     |
| オランダ (MegaCharts)                        | 34     |
| ポルトガル (AFP)                             | 34     |
| スコットランド (OCC)                         | 5      |
| スペイン (PROMUSICAE)                        | 85     |
| スイス (Schweizer Hitparade)                 | 46     |
| UK アルバムズ (OCC)                          | 5      |
| US Billboard 200                             | 13     |
| US Top Rock & Alternative Albums (Billboard) | 3      |

## 発売日一覧
| 国/地域 | 発売日        | 規格                   | レーベル                   | 注     |
| ------- | ------------- | ---------------------- | -------------------------- | ------ |
| 全国    | 2022年8月19日 | 8トラック              | フュエルド・バイ・ラーメン | [ 56 ] |
| 全国    | 2022年8月19日 | カセット               | フュエルド・バイ・ラーメン | [ 57 ] |
| 全国    | 2022年8月19日 | CD                     | フュエルド・バイ・ラーメン | [ 58 ] |
| 全国    | 2022年8月19日 | デジタル・ダウンロード | フュエルド・バイ・ラーメン | [ 59 ] |
| 全国    | 2022年8月19日 | ストリーミング         | フュエルド・バイ・ラーメン | [ 60 ] |
| 全国    | 2022年8月19日 | LP                     | フュエルド・バイ・ラーメン | [ 61 ] |